# B. J. Stith
Broderick Jamal «B. J.» Stith (Denver, Colorado, 5 de diciembre de 1995) es un exbaloncestista estadounidense. Con 1,96 metros de estatura, jugaba en la posición de escolta. Es hijo del exjugador de la NBA y entrenador Bryant Stith, y hermano de Brandan Stith.

## Trayectoria deportiva

### Universidad
Jugó una temporada con los Cavaliers de la Universidad de Virginia, en la que promedió 1,0 puntos por partido, tras la cual decidió ser transferido a los Monarchs de la Universidad Old Dominion, donde su padre ejercía como entrenador asistente y su hermano Brandan formaba parte de la plantilla. Allí jugó tres temporadas más, en las que promedió 14,2 puntos, 6,0 rebotes y 1,3 asistencias por partido.
En su última temporada fue elegido Jugador del Año de la Conference USA e incluido en el mejor quinteto de la conferencia.

### Profesional
Tras no ser elegido en el Draft de la NBA de 2019,  el 1 de agosto firmó su primer contrato profesional con el Ionikos Nikaias de la A1 Ethniki griega, donde disputó diez partidos, en los que promedió 3,3 puntos y 1,0 rebotes, antes de ser despedido en el mes de diciembre.
En el mes de enero de 2020 fichó por el Leuven Bears de la PBL belga, donde se reencontraría con su hermano Brandan. En marzo regresaría a Virginia debido a la cancelación de la competición.
El 25 de agosto de 2020, firmó con el ZZ Leiden de la Dutch Basketball League.